# Casa Memorială a poetului Ion Șiugariu
Casa Memorială a poetului Ion Șiugariu este un muzeu județean din Băița. Se află pe lista monumentelor istorice, având codul MM-IV-m-B-04821. Sunt expuse piese originale din casa părintească, fotografii, documente, manuscrise, cărți aparținând poetului - erou Ion Șiugariu (1916 - 1945), reprezentantul de frunte al generației de intelectuali din preajma războiului, poet și gazetar de mare talent. În prima încăpere ilustrează aspecte din viața și activitatea autorului. A doua încăpere reconstituie interiorul unei case tradiționale de mineri din Băița.